# Ponte da Barca
Ponte da Barca là một huyện thuộc tỉnh Viana do Castelo, Bồ Đào Nha. Huyện này có diện tích 182 km², dân số thời điểm năm 2001 là 12909 người.